# Török jövevényszavak a magyar nyelvben
A magyar nyelv szókincse több száz török jövevényszót őriz, amelyek az önálló magyar nyelv, illetve a kiválása előtti ugor nyelv több évezredes szoros kapcsolatát bizonyítják török nyelvű népekkel.
E kapcsolatokból a török hódoltság időszaka a legismertebb (oszmán-török jövevényszavak), a korábbi kapcsolatokról alig van írott forrás, létükről főleg nyelvészeti és kisebb részben régészeti bizonyítékaink vannak.
A török népekkel való kapcsolatok mélységét azonban jól példázza, hogy nagyon sok ilyen szó a magyar alapszókincshez tartozik, egyes szavak kora pedig az összehasonlító nyelvtörténeti kutatások alapján nagyobb, mint az önálló magyar nyelv feltételezett kora. A kérdéssel foglalkozó szakirodalomban 300 és 500 közé teszik azon honfoglalás előtti török kölcsönszavak számát, melyek a mai napig fennmaradtak a magyarban. A honfoglalás előtti időkre ez a szám ennek többszörösére becsülhető. Ez a nagy szám és e szavak mély beágyazottsága, valamint a lexikai kölcsönzéseket kísérő nyelvtani kölcsönzések ténye több kutatót (pl. Wilhelm Schott, Vámbéry Ármin, Thúry József stb.) arra vezetett, hogy a magyar nyelv és a török nyelvek közötti nyelvi rokonságra következtessenek. Manapság azonban a nyelvészek meghatározó része a finnugor nyelvrokonság elmélete mellett áll.

## Kutatásuk története
A szóegyezések komoly kutatásának kezdete Vámbéry Ármin Magyar és török–tatár szóegyezések című tanulmányának megjelenése volt. Vámbéry szerint a magyar nyelvben található igen jelentős számú török elem arról tanúskodik, hogy a magyar kontaktusnyelv, ugor és türk elemekből kialakult kevert nyelv, melynek nem csak egy, hanem két őse van.

### Bolgártörök elmélet
Budenz József Vámbéry munkájáról írott bírálatában a török jövevényszavainkra jellemző hangváltozást, rotacizmust és erős csuvas nyelvi kapcsolatot mutatott ki.
A későbbi bolgár, illetve magyar kutatásokban erre épült az a többek között Németh Gyula által képviselt elmélet, amely szerint a magyar nép az onogur törzsszövetség tagjaként szoros kapcsolatban élt a bolgártörökökkel (akik feltételezett nyelvéből a mai csuvas nyelvet származtatják), és innen ered török jövevényszavaink jó része.
Valójában kétséges, hogy a rotacizmus és lambdacizmus alkalmas eszköz lenne egy-egy szó bolgártörök eredetének meghatározására.

### Vegyes eredet
A csuvas elődjének tekintett bolgártörök nyelvre épített elmélet azonban megrendült, amikor a kutatók részletekbe menően megvizsgálták a honfoglalás előtti török jövevényszavakat és azt találták, hogy jelentős részük nem kapcsolható a bolgártörök/csuvas vonalhoz, hanem másfajta török nyelvekhez köthető.
Az A magyar nyelv történeti-etimológiai szótára szerint 33 honfoglalás előtti török jövevényszavunk biztosan csuvasos jellegű, további 9 pedig valószínűleg az. 148 szó azonban a szótár szerint közelebbről nem meghatározott török, 43 pedig valószínűleg ótörök (türk). Ligeti Lajos arra hívta fel a figyelmet, hogy vizsgálandók a magyar nép nyelvi kapcsolatai a kazárokkal, illetve a kabarokkal is. Fontos megjegyezni, hogy a kazárok és kabarok nyelvéből nem maradtak fenn jelentősebb nyelvemlékek, így a kazár és kabar nyelv milyenségére vonatkozóan csak feltételezésekről beszélhetünk.
Sok kutató szerint az első török hatás még arra a korszakra datálható, amikor az ősmagyarok (vagy még korábban az ugorok) az Urál-hegység  keleti oldalán éltek. Abban számos magyar nyelvtörténész Budenz óta egyetért, hogy a legnagyobb jelentőségű török hatás csuvas jellegű lehetett. Ugyanakkor Rásonyi László szerint egy a kipcsak-török ághoz tartozó nép, a bulak is együtt élhetett a bolgárokkal és a magyarokkal Magna Hungáriában (a Volga környékén). Az mindenesetre erősen valószínűsíthető régészeti bizonyítékok alapján is, hogy a szintén török bolgárokkal a Volga környékén szorosak lehettek a magyarok kapcsolatai.

## Régi török jövevényszavak
K. Palló Margit nyelvész, turkológus 1982-ben megjelent „Régi török eredetű igéink” című munkájában száznál több magyar igénkhez kínált elfogadható török etimológiát.
Ligeti Lajos a magyarba még az oszmán kor előtt érkezett török jövevényszavakat vette számba „A magyar nyelv török kapcsolatai a honfoglalás előtt és az Árpád-korban" címen, 1986-ban közreadott munkájában. E szavak jegyzéke Ligeti csoportosításában:
Ló: csődör, tőzeg
Lószerszám: gyeplő, kantár, békó, béklyó, árkány
Fegyver: balta, buzogány, bicsak, bicska, csákány
Törzsi rend, nomád társadalom: gyula, kündü, karcha, csősz, nyögér, kalóz, árok, kapu, sereg, tábor,
ál, orv, kín, bilincs, törvény, tanú, tolmács, bér, kölcsön, betű, ír, szám, tömény, bélyeg, ok, ész, idő, kor, gyarló, ildomos, csökönyös, koboz, örül, őrül
Népnevek: besenyő, nándor, böszörmény, káliz, bular, kun, orosz, örmény, török, várkony
Vallási hiedelmek: bű, bölcs, báj, ige, igéz, kép, boszorkány, csök, tor, ünnep, egyház, gyász, bűn, érdem, bocsát, bocsánik, búcsú, gyónik, terem, bú, örök, koporsó, ül
Állattartás: barom, ökör, bika, tinó, ünő, borjú, (bika)csök, ürü, toklyó, kos, üvecs, olló, kecske, gyapjú, gyapot, túró, író, köpű, ól, karám, vályú, komondor, kuvasz, disznó, ártány, serte, tyúk
Földművelés: arat, búza, árpa, dara, ocsú, borsó, eke, sarló, szór, őröl, tarló, komló, csalán, kender, kölyű, tiló, csepű, orsó, gyümölcs, alma, körte, som, dió, kökény, szőlő, bor, csiger, boza
Halászat: örém, örmény, örvény, gyalom, gyertya, vejsze, vék, tok, süllő, sőreg, csabak
Solymászat, madarászat: sólyom, keselyű, ölyv, turul, karvaly, torontál, szongor, bese, tőr, hurok, harang
Mesterségek: ács, szűcs, sátor, karó, gyűszű
Közlekedés: tengely, szál, tulbó
Kereskedés: bársony, gyöngy, bors, kéneső, tár, szatócs
Természet: tenger, sár, szél, szirt, szesz, búsz
Állatvilág: oroszlán, bölény, teve, sárkány, zerge, gödény, túzok, görény, ürge, borz, güzü, béka, bögöly, szúnyog, serke
Növényvilág: gyertyán, gyűrűfa, kőris, gyümölcsény, bojtorján, tátorján, kalokány, csalán, katáng, torma, üröm, gyopár, gyékény, cötkény, kökörcs, kökörcsin, kikirics, gyom, káka, kóró, kocsány
Család: gyermek, kölyök, iker
Test, testi tulajdonságok: térd, boka, kar, gyomor, köldök, szakáll, szirt, tar, csipa, szeplő, csécs, kanyaró, erő, öreg
Lakás, eszközök: sátor, cserge, karó, szék, ágyú, kölyű, köpű, tiló, teknő, csanak, bölcső, koporsó, korom
Ruházat: süveg, saru, ködmön, köpönyeg, daku, csat, szirony, szűcs, ölt, gyűrü, börtü, tükör, bársony, gyöngy
Melléknevek: kék, sár(arany), sárga, kis, kicsiny, kőrő
Igék: gyűl, dől, őröl, ír, szór, szűr, (fel)tűr, (el)tűr, csavar, söpör, szán, gyón, baszik, csökik, szökik, szűnik, illik, arat, borít, bocsát, gyárt, ölt, bocsánik, bosszant, gyaláz
2011-ben jelent meg Róna-Tas András és Berta Árpád „West Old Turkic, Turkic Loanwords in Hungarian” című munkája, amely Ligeti munkájához hasonlóan a magyarba még az oszmán kor előtt érkezett török jövevényszavakkal foglalkozik. Ligeti munkájának 280 szófejtéséhez képest ez a munka jóval több török eredetű magyar szót azonosít; 419 biztosnak, lehetségesnek vagy valószínűnek ítélt szófejtést közöl, amiből 72 ige.
A jelentéselemzés eredményeit is a finnugor nyelvrokonság bizonyítékai közt szokás felsorolni, mert bár a török jövevényszavak mélyen gyökereznek a magyar nyelvben, részben fejlettebb életmódra, gazdaságra és kultúrára utalnak, mint finnugor eredetű szavaink. Azonban a testrészek, szervek neveinek kölcsönzése, igék tőalakban való átvétele ritka és szokatlan jelenségek, ráadásul a kölcsönszavak egy része pont a magyarok vélt finnugor elődeinek feltételezett halász-vadász-gyűjtögető életmódját érinti, mint például a halnevek, az apróvadak, erdei növények nevei.

## A török jövevényszavak kutatói
- Berta Árpád
- Budenz József
- Gombocz Zoltán
- Kakuk Zsuzsa[14]
- K. Palló Margit
- Ligeti Lajos[15]
- Németh Gyula
- Rásonyi László
- Róna-Tas András
- Szende Tamás[16]
- Vámbéry Ármin